# TuRa Meldorf
TuRa Meldorf (offiziell: Turn- und Rasensportverein (TuRa) Meldorf e. V.) ist ein Sportverein aus Meldorf im schleswig-holsteinischen Kreis Dithmarschen. Der Verein hat etwa 1800 Mitglieder sowie 365 Reha- und Herzpatienten in 23 Abteilungen. Die erste Fußballmannschaft der Frauen spielt seit dem Abstieg im Jahre 2015 in der viertklassigen Schleswig-Holstein-Liga und nahm einmal am DFB-Pokal teil. Die erste Fußballmannschaft der Männer hatte nach dem freiwilligen Rückzug im Jahre 2016 den Spielbetrieb vorübergehend eingestellt, ist aber inzwischen wieder Kreisligist.

## Geschichte
Der Verein wurde am 1. Oktober 1885 als Männerturnverein Meldorf gegründet. Den heutigen Namen führt der Club seit dem 8. Februar 1950. Neben Fußball bietet der Verein die Sportarten Aqua-Fitness, Badminton, Boxen, Drums Alive, Fechten, Fitness, Floorball, Gesundheitssport, Handball, Herzsport, Leichtathletik, Radsport, Rehasport, Rollstuhlsport, Sambo, Schwimmen, Sportabzeichen, Tai-Bo, Tanzen, Turnen, Volleyball und Zumba an.

### Frauenfußball
Im Jahre 1996 gründete der Verein eine Mädchenmannschaft, aus der sich vier Jahre später eine Frauenmannschaft gründete. Gleich in der ersten Saison gelang der Aufstieg in die Verbandsliga Schleswig-Holstein, die seit 2008 Schleswig-Holstein-Liga heißt. Im Jahre 2007 erreichte die Mannschaft erstmals das Endspiel des SHFV-Pokals, verlor allerdings gegen den FFC Oldesloe 2000. Drei Jahre später schafften es die Meldorferinnen erneut ins Endspiel und verloren gegen die zweite Mannschaft des FFC Oldesloe 2000 mit 1:4. Durch eine zwischenzeitliche Regeländerung durfte TuRa als Pokalfinalist am DFB-Pokal teilnehmen. In der ersten Runde der Saison 2010/11 unterlagen die Meldorferinnen gegen Werder Bremen mit 0:2.
Zwei Jahre später wurde TuRa Vizemeister der Schleswig-Holstein-Liga hinter dem TSV Ratekau. Da Ratekau nicht für die Regionalliga meldete, rückten die Meldorferinnen in die Aufstiegsrunde nach, scheiterte allerdings am Bramfelder SV.
Auch das dritte Endspiel um den SHFV-Pokal ging im Jahre 2013 verloren, dieses Mal mit 1:4 gegen den SV Henstedt-Ulzburg.
Ein Jahr später gelang nach einer Verkettung glücklicher Umstände der Aufstieg in die Regionalliga. TuRa wurde in der Schleswig-Holstein-Liga Dritter hinter der SG Ratekau-Strand 08 und dem SSC Hagen Ahrensburg. Beide Vereine verzichteten auf die Aufstiegsrunde, wodurch TuRa nachrückte. Als Zweite der Aufstiegsrunde hinter dem Bramfelder SV war der Aufstieg nur deshalb erreicht worden, weil sich der TSV Eintracht Immenbeck freiwillig aus der Regionalliga Nord zurückzog. Nach nur einem Jahr stiegen die Meldorferinnen folgerichtig chancenlos als Vorletzter wieder ab. Das Finale im SHFV-LOTTO-Pokals 2014/15 verlor man vor eigenem Publikum gegen SV Henstedt-Ulzburg deutlich mit 0:9 (0:7).

### Männerfußball
Die Männer von TuRa Meldorf pendelten in den 1950er und 1960er Jahren lange zwischen Bezirksliga und Kreisliga, ehe die Mannschaft im Jahre 1970 erstmals in die Landesliga Süd aufstieg. Sechs Jahre später ging es wieder zurück in die Bezirksliga. Zwischenzeitlich in die Bezirksklasse abgerutscht gelang im Jahre 1987 der erneute Aufstieg in die Landesliga Süd, dem allerdings der direkte Wiederabstieg folgte. Auch nach dem dritten Aufstieg im Jahre 1993 konnte sich TuRa nur zwei Jahre in der Landesliga halten. Im Jahre 1999 gehörte die Mannschaft zu den Gründungsmitgliedern der Bezirksoberliga West und wurde dessen erster Meister. Allerdings scheiterte TuRa in der Aufstiegsrunde zur Verbandsliga.
Auch vier Jahre später scheiterte TuRa Meldorf als Meister der Bezirksoberliga in der Aufstiegsrunde. Erst im dritten Anlauf gelang im Jahre 2005 der Aufstieg ins schleswig-holsteinische Oberhaus. Zwei Jahre später folgte allerdings der Abstieg, ehe sich TuRa im Jahre 2008 für die neu geschaffene Verbandsliga Nord-West qualifizierte. Nach einer Vizemeisterschaft im Jahre 2011 hinter dem Husumer SV wurden die Meldorfer ein Jahr später erneut Vizemeister, dieses Mal hinter Schleswig 06. Durch eine Aufstiegsrunde der Vizemeister gelang schließlich der Sprung in die Schleswig-Holstein-Liga. Im Jahre 2016 zogen die Meldorfer ihre erste Männermannschaft vom Spielbetrieb zurück. 2017/18 nahmen sie jedoch an den Spielen der zehntklassigen Kreisklasse B teil. In der Saison 2018/19 gelang den ersten Herrenmannschaft der Aufstieg in die Kreisklasse A, 2019/20 in die Kreisliga West.

### Jugendfußball
Die A-Jugend von TuRa Meldorf stieg im Jahre 2014 in die zweitklassige Regionalliga Nord auf.

### Faustball
Die Faustballmannschaft der Männer stieg im Jahre 1979 in die Regionalliga auf.

## Persönlichkeiten
- Maike Timmermann